# Никитин, Николай Игнатьевич
Николай Игнатьевич Никитин (28 февраля (12 марта) 1890, Санкт-Петербург — 22 января 1975) — советский химик, член-корреспондент АН СССР (1939).
Окончил в 1913 Петербургский лесной институт (позже — Ленинградская лесотехническая академия им. С. М. Кирова). Работал там же (с 1929 профессор), в 1936—1946 и в ЛГУ.
С 1958 заведующий лабораторией и затем консультант в Институте высокомолекулярных соединений.
Член-корреспондент АН СССР (1939).
Автор научных работ в области целлюлозы и древесины, в том числе по получению и свойствам низкозамещённых эфиров целлюлозы, активации целлюлозы и др. Разрабатывал способы получения и фракционирования древесной целлюлозы для вискозного производства, изучал химический состав древесных пород СССР.
Скоропостижно умер 22 января 1975 года.

## Награды и звания
- 2 ордена Ленина
- орден Трудового Красного Знамени (10.06.1945)
- медали
- Заслуженный деятель науки и техники РСФСР

## Сочинения
- Коллоидные растворы и эфиры целлюлозы, 2 изд., Л., 1933;
- Химия древесины и целлюлозы, М. — Л., 1962;
- На пути научного работника — химика. [Очерки из прошлого, 2 изд.], Л., 1969.